# Choreutis
Genre
Synonymes
- Allononyma Busck, 1904
- Choreutes Treitschke, 1835
- Choreutidia Sauber, 1902
- Entomoloma Ragonot, 1875
- Eutromula Frölich, 1828
- Macropia Costa, 1836
- Ripismia Wocke, 1876

Choreutis est un genre de Lépidoptères de la famille des Choreutidae.

## Liste des espèces
Selon GBIF (5 octobre 2023) :
- Choreutis aegyptiaca (Zeller, 1867)
- Choreutis agalmatopa Meyrick, 1926
- Choreutis agelasta Bradley, 1965
- Choreutis alliciens Meyrick, 1926
- Choreutis antiptila Meyrick, 1912
- Choreutis argyrastra Meyrick, 1932
- Choreutis argyrota Meyrick, 1912
- Choreutis argyroxantha Meyrick, 1938
- Choreutis arisema Diakonoff, 1978
- Choreutis atrox Diakonoff, 1978
- Choreutis augustella Clarke, 1933
- Choreutis balsamorrhizella Busck, 1904
- Choreutis basalis Felder & Rogenhofer, 1875
- Choreutis batangensis Caradja, 1940
- Choreutis bathysema (Diakonoff, 1978)
- Choreutis blandinalis Zeller, 1877
- Choreutis brunescens Diakonoff, 1978
- Choreutis caliginosa Braun, 1921
- Choreutis calliclisa Diakonoff, 1978
- Choreutis carduiella Kearfott, 1902
- Choreutis catapsesta (Meyrick, 1935)
- Choreutis chalcotoxa (Meyrick, 1886)
- Choreutis charmonica (Walsingham, 1914)
- Choreutis chi
- Choreutis chionocosma Diakonoff, 1978
- Choreutis chodzhajevi Gerasimov, 1930
- Choreutis chrysostacta Meyrick, 1933
- Choreutis chrysoterma Meyrick, 1932
- Choreutis clemensella (Walsingham, 1914)
- Choreutis coloradella Kearfott, 1902
- Choreutis cunuligera (Diakonoff, 1978)
- Choreutis cyanogramma (Arita & Diakonoff, 1979)
- Choreutis cydrota Meyrick, 1915
- Choreutis diana Bradley, 1961
- Choreutis drosodoxa Meyrick, 1933
- Choreutis dyarella Kearfott, 1902
- Choreutis enantia (Walsingham, 1914)
- Choreutis euclista
- Choreutis extrincicella Dyar, 1900
- Choreutis falsifica Meyrick, 1926
- Choreutis fulminatrix (Meyrick, 1935)
- Choreutis gemmalis Hulst, 1886
- Choreutis gnaphaliella Kearfott, 1902
- Choreutis hadrogastra Diakonoff, 1978
- Choreutis hestiarcha Meyrick, 1912
- Choreutis holotoxa Meyrick, 1903
- Choreutis hymenaea Meyrick, 1909
- Choreutis hypocroca (Diakonoff, 1978)
- Choreutis immutabilis Braun, 1927
- Choreutis incerta Capuse, 1970
- Choreutis inflatella Clemens, 1863
- Choreutis inspirata Meyrick, 1916
- Choreutis intermediana Rebel, 1910
- Choreutis irradiata Meyrick, 1913
- Choreutis lactibasis (Walsingham, 1914)
- Choreutis lamella (Busck, 1914)
- Choreutis lapidaria Meyrick, 1909
- Choreutis leptilionella Busck, 1934
- Choreutis leucobasis Fernald, 1900
- Choreutis limonias Meyrick, 1907
- Choreutis loxotenes (Walsingham, 1914)
- Choreutis lutescens
- Choreutis melanifera Keifer, 1937
- Choreutis melanopepla Meyrick, 1880
- Choreutis merzoccai Pastrana, 1991
- Choreutis mesolyma (Diakonoff, 1978)
- Choreutis metallica Turner, 1898
- Choreutis minuta (Arita & Diakonoff, 1979)
- Choreutis moniligera Meyrick, 1912
- Choreutis monognoma Diakonoff, 1978
- Choreutis montelli Hackman, 1947
- Choreutis multimarginata Braun, 1925
- Choreutis niphocrypta
- Choreutis occidentella Dyar, 1900
- Choreutis ochrilactea (Meyrick, 1934)
- Choreutis onustana Walker, 1864
- Choreutis ophiosema Lower, 1896
- Choreutis orthogona (Meyrick, 1886)
- Choreutis pariana (Clerck, 1759)
- Choreutis pelinobasis (Walsingham, 1914)
- Choreutis pentacyba Meyrick, 1926
- Choreutis periploca (Turner, 1913)
- Choreutis pernivalis Braun, 1921
- Choreutis phalaraspis Meyrick, 1923
- Choreutis philonyma Meyrick, 1912
- Choreutis piperella Busck, 1904
- Choreutis pychnomochla Bradley, 1965
- Choreutis radians Diakonoff, 1978
- Choreutis sachalinensis Danilevsky, 1970
- Choreutis schausiella Busck, 1907
- Choreutis semiclara (Meyrick, 1929)
- Choreutis sexfasciella Sauber, 1902
- Choreutis sibirica Hackman, 1947
- Choreutis silphiella Grote, 1881
- Choreutis simplex Diakonoff, 1955
- Choreutis solaris Erschoff, 1877
- Choreutis sororculella Dyar, 1900
- Choreutis stellaris Zeller, 1874
- Choreutis sycopola Meyrick, 1880
- Choreutis tacubayella Kearfott, 1908
- Choreutis talyshensis Danilevsky, 1970
- Choreutis ultimana Krulikowsky, 1908
- Choreutis ussurica Danilevsky, 1970
- Choreutis venusta (Walsingham, 1914)
- Choreutis vinosa (Diakonoff, 1978)

## Publication originale
- (de) J. Hübner, Verzeichniss bekannter Schmetterlinge. bey dem Verfasser zu Finden, Augsburg, 1825, 431 p. (lire en ligne )